# جون أندرسون (لاعب كرة قدم مواليد 1974)
جون أندرسون (بالسويدية: Johan Andersson)‏ هو لاعب كرة قدم سويدي في مركز الدفاع، ولد في 30 أكتوبر 1974 في أوميو في السويد. لعب مع نادي يورغوردينس.